# Amilenus
Genre
Amilenus est un genre d'opilions eupnois de la famille des Phalangiidae.

## Distribution
Amilenus aurantiacus se rencontre en Europe centrale.

## Liste des espèces
Selon World Catalogue of Opiliones (05/05/2021) :
- Amilenus aurantiacus (Simon, 1881)
- † Amilenus deltshevi Dunlop & Mitov, 2009

## Publication originale
- Martens, 1969 : « Systematische Stellung von Amilenus aurantiacus (Simon) (Opiliones, Phalangiidae). » Senckenbergiana biologica, vol. 50, p. 219–224.